# Signumfunktionen

Signumfunktionen där 0 definierats till 0

Signumfunktionen, teckenfunktionen, är en matematisk funktion som för reella tal x är definierad som
{\displaystyle \operatorname {sgn}(x):={\begin{cases}-1&{\text{om }}x<0\\0&{\text{om }}x=0\\1&{\text{om }}x>0\end{cases}}}
I klassisk analytisk mening är signumfunktionen deriverbar överallt utom då x = 0, men i distributionsmening är derivatan
{\displaystyle {\frac {d\operatorname {sgn} {x}}{dx}}=2\delta (x)}
där {\displaystyle \delta } är Diracs deltafunktion.
Jämför stegfunktionen.